# Thomas Custer
Thomas Ward Custer (15 de marzo de 1845 - 25 de junio de 1876) fue un oficial del ejército de los Estados Unidos dos veces condecorado con la Medalla de Honor por su valentía durante la Guerra de Secesión. Hermano menor de George Armstrong Custer, sirvió como su ayudante en la batalla de Little Bighorn contra los lakota y los cheyenne en el Territorio de Montana. Ambos, junto con su hermano menor, Boston Custer, murieron en la abrumadora derrota de las fuerzas de Estados Unidos.

## Primeros años y Guerra de Secesión

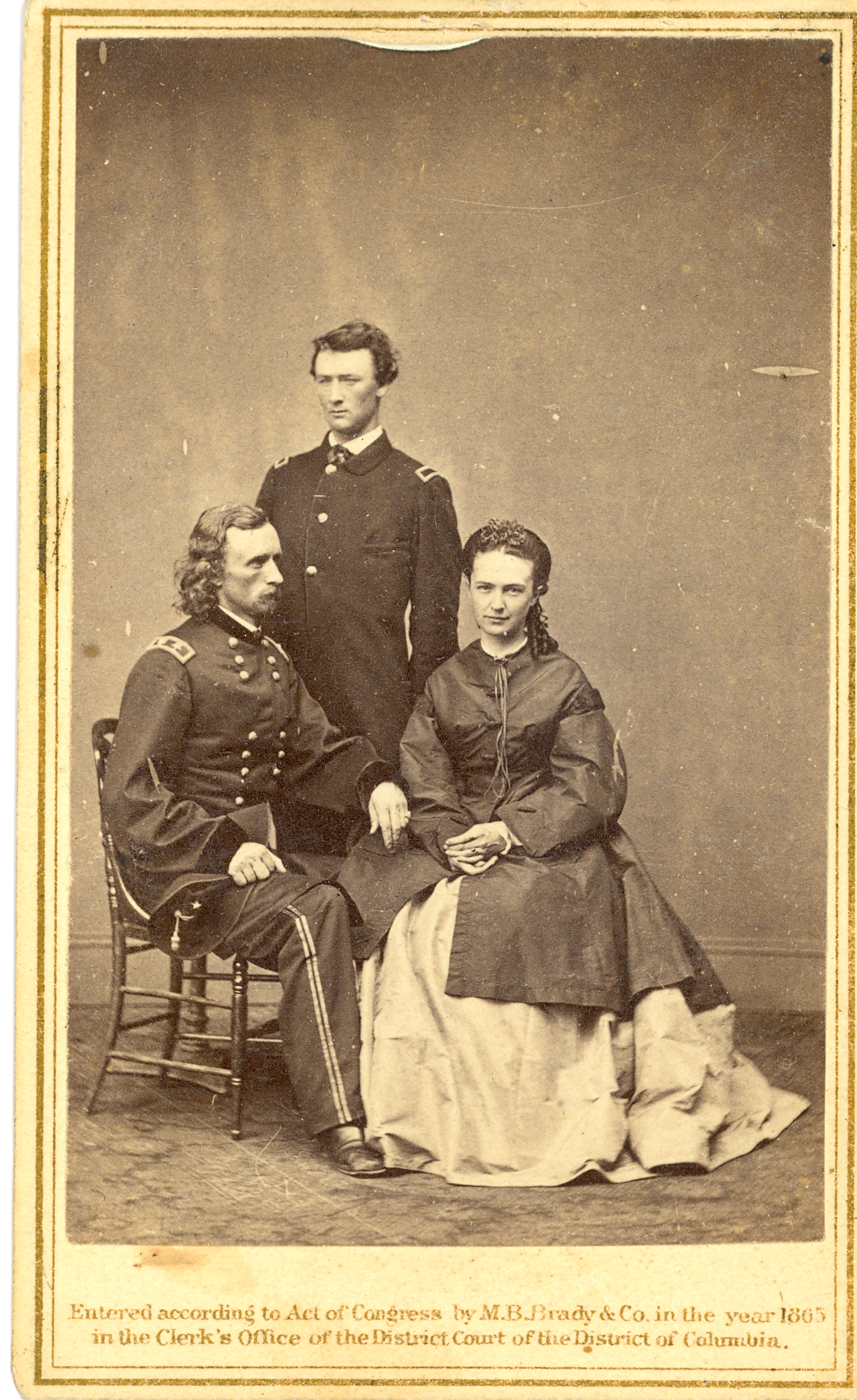
Retrato de estudio de George Armstrong Custer, sentado, Thomas Ward Custer, de pie, y Elizabeth Bacon Custer, c. 1865.

Thomas Custer nació en New Rumley, Ohio, el tercer hijo de Emanuel y Marie Custer. La familia paterna era de origen alemán. Se alistó en el Ejército de la Unión en septiembre de 1861, a los 16 años, y sirvió en las primeras campañas de la guerra civil como soldado raso en la 21.ª Infantería Voluntaria de Ohio. Participó en numerosas batallas, incluidas Stones River, Missionary Ridge y la campaña de Atlanta. Se licenció en octubre de 1864 como cabo. Designado segundo teniente de la Compañía B del 6.º Regimiento de Caballería de Michigan, se convirtió en ayudante de campo de su hermano George Armstrong Custer y lo acompañó durante el último año de la guerra.
Custer se distinguió al ganar sucesivamente los grados de capitán, mayor y teniente coronel, aunque apenas tenía 20 años cuando terminó la guerra. Fue galardonado con dos medallas de honor. Fue el primer soldado en recibir el doble honor, uno de los cuatro soldados o marineros que recibieron el doble honor durante la Guerra de Secesión y uno de los 19 en la historia.

## Medallas de Honor

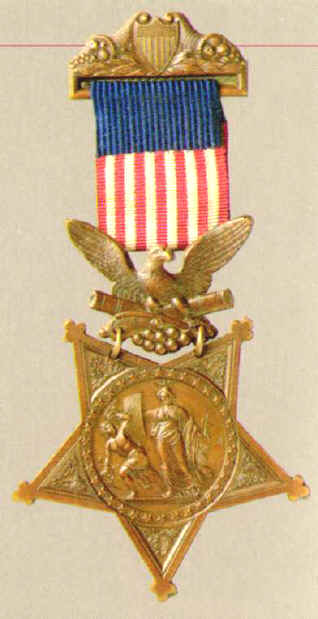
Thomas W. Custer recibió la Medalla de Honor dos veces por su valentía por sus acciones durante la Guerra de Secesión.

Ambas acciones que le valieron a Custer la Medalla de Honor involucraron la captura de banderas de regimientos confederados (la bandera de la 2.ª Caballería de Carolina del Norte en la iglesia de Namozine el 3 de abril de 1865, y nuevamente la bandera de la 2.ª Reserva de Virginia en Sailor's Creek el 6 de abril de 1865). Estas banderas de batalla "representaban a personas o unidades en el campo de batalla. La bandera simbolizaba el honor del regimiento... En combate, con el campo lleno de ruido y humo, los soldados vigilaban la bandera de su regimiento y, si esta avanzaba o retrocedía, la seguían. Los nombres de las batallas en las que participaba el regimiento a veces se cosían en la bandera. La pérdida de una bandera de regimiento era una vergüenza para el mando".

### Primer premio
Custer obtuvo su primera Medalla de Honor por sus acciones durante la batalla de la iglesia de Namozine, el 3 de abril de 1865. Entre las fuerzas de la Unión que atacaban las barricadas confederadas, Custer hizo que su caballo saltara una barricada mientras era atacado. Los confederados retrocedieron confundidos ante él, mientras él veía a un abanderado. Avanzando rápidamente, arrebató la bandera de la Segunda Caballería de Carolina del Norte al portador y ordenó a los que lo rodeaban que se rindieran. Tomó tres oficiales y once soldados como prisioneros, los llevó detrás de la columna federal y requisó otro caballo, ya que el suyo había sido tiroteado durante la carga.

### Segundo premio
Acciones similares en la batalla de Sailor's Creek dieron como resultado que Custer fuera el primer soldado estadounidense en recibir dos Medallas de Honor. Cabalgando junto al coronel Charles E. Capehart cuando se dio la orden de cargar, galopó con su caballo hacia las barricadas enemigas a través de una línea de fuego de fusil, luego saltó la barricada y quedó rodeado por el enemigo. Disparó su pistola hacia ambos lados, dispersando al enemigo. Observó que los confederados intentaban formar una nueva línea de batalla y vio al abanderado al que se estaban uniendo. Custer cargó contra el portador. El coronel Capehart informó el resto de los acontecimientos en una carta a Libbie Custer:

Vi a tu hermano [político] capturar su segunda bandera. Fue durante una carga de mi brigada en Sailor's Creek, Virginia, contra el cuerpo del general Ewell. Tras cruzar la línea de obras temporales en el camino del flanco, nos encontramos con una línea de apoyo. Fue desde la segunda línea que arrebató los estandartes, él solo, y a solo unos pasos a mi derecha. Al acercarse a los estandartes, recibió un disparo en la cara que lo derribó sobre su caballo, pero al instante se incorporó. Extendiendo el brazo derecho, agarró la bandera mientras el abanderado se tambaleaba. La bala del revólver de Tom debió de atravesarle el corazón. Mientras caía, el capitán Custer le arrebató el estandarte y se lo llevó triunfante".
Coronel Capehart

(fotos tomadas poco después de la batalla muestran una cicatriz "con un daño menor en el tejido blando de su mandíbula inferior que se extendía hasta un punto justo debajo de la oreja derecha";  aunque la herida en la cara de Tom fue a través del tejido rico en sangre y lo cubrió con su propia sangre, si la bala hubiera atravesado la boca o el tejido blando del cuello, probablemente habría golpeado un vaso importante y lo habría hecho desangrarse hasta morir). Habiendo capturado la bandera, Custer la sostuvo en alto y regresó a la columna de la Unión. Un oficial del Tercer Regimiento de Caballería de Nueva Jersey, al ver a Custer regresar con la bandera ondeando, intentó advertirle de que su propio bando podría dispararle: "¡Por el amor de Dios, Tom, enrolla esa bandera o te dispararán!". Custer lo ignoró y siguió cabalgando hacia la bandera de batalla personal de su hermano Armstrong y le entregó la bandera capturada a uno de los ayudantes mientras declaraba: "Armstrong, los malditos rebeldes me dispararon, pero tengo mi bandera". Custer giró su caballo para reincorporarse a la batalla, pero Armstrong (que solo segundos antes había visto a otro de sus ayudantes recibir un disparo en la cara y caer muerto de su caballo) le ordenó que se presentara ante el cirujano. Tom ignoró la orden y su hermano lo arrestó, ordenándole que se dirigiera a la retaguardia bajo vigilancia.

### Fecha de las acciones
Hasta 1948, las referencias oficiales para la fecha de las acciones por las que Thomas Custer recibió la Medalla de Honor figuraban como el 2 y el 6 de abril de 1865. Sin embargo, ese año, un libro del Ejército de EE. UU. sobre las menciones de la Medalla de Honor enumeraba las fechas como el 11 de mayo de 1863 y el 6 de abril de 1865. El Senado de los EE. UU. publicó listas consolidadas de todas las menciones de la Medalla de Honor en 1963, 1973 y 1979 con la primera fecha incorrecta del 11 de mayo de 1863; y en 1963 y 1973 con la segunda fecha correcta del 6 de abril de 1865. La edición de 1979 publicó la segunda fecha como abril de 1865, y esta parecería ser la razón por la cual las citas en línea de la Medalla de Honor del Ejército en el Centro de Historia Militar del Ejército de los Estados Unidos  tienen dos fechas incorrectas. El destinatario del Ejército de la Guerra de Secesión que sigue a Thomas Custer en orden alfabético es Byron Cutcheon, cuya fecha de acción fue el 10 de mayo de 1863. Esto puede explicar por qué la primera fecha de acción de Thomas Custer apareció como el 10 de mayo de 1863. 

## Guerras indias
Después de la guerra, Custer fue nombrado primer teniente del 7.º de Caballería en 1866. Fue herido en la campaña de Washita durante las Guerras Indias, en noviembre de 1868.
Más tarde sirvió durante la época de la Reconstrucción, asignado a mantener la paz en Carolina del Sur. Participó en la Expedición a Yellowstone de 1873, donde luchó en la Batalla de Honsinger Bluff, y en la Expedición a las Colinas Negras ( Black Hills) de 1874. Custer fue nombrado capitán en 1875 y se le dio el mando de la Compañía C del 7.º de Caballería. En 1874, en el puesto comercial de Standing Rock Agency, Custer participó en el arresto del jefe lakota Lluvia en la cara, sospechoso de la emboscada y asesinato del Dr. John Honsinger, un veterinario del ejército, un soldado y otro civil en 1873.
Durante la campaña de Little Bighorn de 1876 de la Guerra de Black Hills, sirvió como ayudante de campo de su hermano mayor, el teniente coronel George A. Custer, y murió con él el 25 de junio de 1876. El teniente Henry Harrington en realidad dirigió la Compañía C durante la batalla. El hermano menor de George y Thomas, Boston Custer, también murió en la lucha, al igual que otros familiares y amigos de Custer. Se rumoreaba ampliamente que Lluvia en la cara, que había escapado del cautiverio y participó en Little Bighorn, le arrancó el corazón a Tom Custer después de la batalla. El jefe lo negó más tarde durante una entrevista. El cadáver de Tom Custer estaba tan mutilado que los restos sólo pudieron ser identificados por un tatuaje de sus iniciales que tenía en su brazo derecho.
Tom Custer fue enterrado por primera vez en el campo de batalla, más o menos donde cayó, como todas las víctimas del enfrentamiento. Fue exhumado junto con otros soldados al año siguiente y enterrado nuevamente en el Cementerio Nacional de Fort Leavenworth. Una losa de piedra conmemorativa marca el lugar donde se descubrió y enterró inicialmente su cuerpo.

## Posibles descendientes cheyennes
Se alega (según el capitán Frederick Benteen, el jefe de exploradores Ben Clark y la tradición oral cheyenne) que George Custer se casó extraoficialmente con Monahseetah, hija del jefe cheyenne Little Rock, en el invierno o principios de la primavera de 1868-1869.  Mo-nah-se-tah dio a luz a un niño en enero de 1869, dos meses después de la Batalla de Washita, en la que murió su padre. La historia oral cheyenne cuenta que tuvo un segundo hijo engendrado por Custer a finales de 1869. Algunos historiadores creen que George Custer quedó estéril después de contraer gonorrea mientras estaba en West Point, y que el padre de estos niños era su hermano Thomas.